# GNV Antares
Le GNV Antares est un ferry de la compagnie italienne Grandi Navi Veloci. Construit entre 1986 et 1987 aux chantiers Nippon Kōkan de Yokohama au Japon pour la compagnie néerlandaise Nedlloyd, il portait à l'origine le nom de Norsun. Mis en service en mai 1987 entre le Royaume-Uni et les Pays-Bas sous les couleurs de la compagnie North Sea Ferries, joint-venture entre Nedlloyd et la compagnie britannique P&O Ferries, il sera transféré en 1996 au sein de cette dernière et par la suite affecté entre le Royaume-Uni et la Belgique en 2002. Rebaptisé Pride of Bruges en 2003, il reste exploité par P&O Ferries jusqu'à la fermeture définitive de la ligne en décembre 2020. Cédé à la compagnie Grandi Navi Veloci en avril 2021, il navigue sur les liaisons de l'armateur italien sous le nom de GNV Antares.

## Histoire

### Origines et construction
Au milieu des années 1980, la compagnie britannique P&O Ferries et la compagnie néerlandaise Nedlloyd décident de renouveler la flotte de leur filiale North Sea Ferries en service sur les liaisons reliant le Royaume-Uni aux Pays-Bas. En raison de l'augmentation du trafic sur cet axe, la nécessité de construire des unités plus capacitaires afin de remplacer les jumeaux Norland et Norstar s'impose. Les deux actionnaires passent alors chacun la commande d'un navire identique. 
Par rapport à leur prédécesseurs, ces futurs navires affichent des dimensions de 180 mètres de long pour 25 mètres de large. Avec une capacité de 1 200 passagers, 850 véhicules et 180 remorques, ils sont conçus pour absorber plus efficacement le flux de passagers et de marchandises. Quant aux aménagements, ils disposent de tout le confort moderne avec des salons, plusieurs espaces de restauration ainsi que des galeries marchandes. Afin de gagner du temps et de permettre une mise en service simultanée, la construction des deux navires sera confiée à deux chantiers navals distincts. Nedlloyd passe commande de son navire au sein des chantiers Nippon Kōkan de Yokohama au Japon tandis que P&O fait construire le sien en Écosse.
Baptisé Norsun, le navire de Nedlloyd est lancé le 29 août 1986. Après six mois de finitions, il est livré à son propriétaire le 31 mars 1987. Quelques jours plus tard le 2 avril, le navire quitte le Japon pour rejoindre les Pays-Bas avec à son bord 800 véhicules d'exportation.

### Service

#### North Sea Ferries/P&O Ferries (1987-2021)

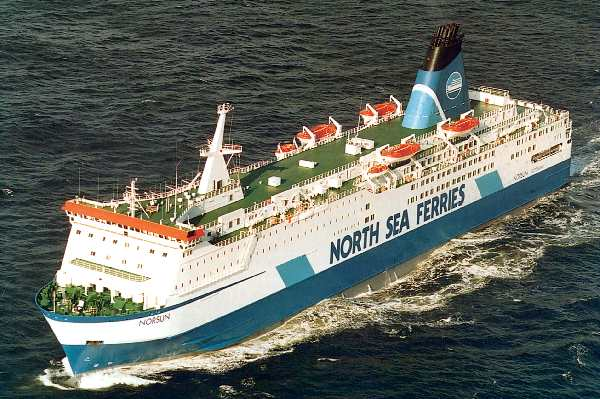
Le Norsun au début de sa carrière sous les couleurs de North Sea Ferries.

Arrivé à Amsterdam au terme de son long voyage depuis le Japon, le Norsea est mis en service le 12 mai 1987 entre Rotterdam et Hull. Il y rejoint son sister-ship le Norsea qui a débuté ses rotations quelques jours auparavant. En 1996, Nedlloyd cède sa participation dans North Sea Ferries à P&O Ferries qui devient de ce fait propriétaire du navire. En conséquence, le Norsun arbore sur sa coque la livrée de P&O.
Entre mai et juin 2001, le navire connaît quelques travaux de transformations consistant en l'ajout de cabines supplémentaires à l'avant du pont 4. Quelques mois plus tard, en mars 2002, en raison de l'arrivée des nouveaux Pride of Hull et Pride of Rotterdam, le Norsun et son sister-ship sont transférés sur la liaison reliant Hull et Zeebruges, en Belgique. Enfin, le 15 janvier 2003, le navire change de nom et devient le Pride of Bruges. 
Au cours de l'année 2020, P&O Ferries est frappée de plein fouet par les conséquences de la crise sanitaire provoquée par la pandémie de Covid-19. Dans ce contexte, la compagnie annonce en septembre que la liaison entre Hull et Zeebruges sera définitivement abandonnée dès le mois de décembre. Après avoir navigué brièvement entre Hull et Rotterdam, le Pride of Bruges est retiré du service le 25 janvier 2021 et désarmé à Zeebruges. Le 13 avril, il est vendu à la compagnie italienne Grandi Navi Veloci.

#### Grandi Navi Veloci (depuis 2021)
Livré à son nouvel armateur, le navire quitte définitivement la Belgique le 23 avril 2021 sous pavillon de complaisance chypriote afin de rejoindre l'Italie. Arrivé à destination, il est transformé aux chantiers de Naples et rebaptisé GNV Antares durant les travaux. À l'issue de ceux-ci, il est mis en service le 19 juin entre Naples et Palerme aux côtés de son sister-ship également acquis par l'armateur italien.

## Aménagements
Le GNV Antares possède 11 ponts. Si le navire s'étend en réalité sur 12 ponts, l'un d'entre eux est absent au niveau du garage. Les locaux des passagers occupent la totalité des ponts 4 et 5 ainsi qu'une partie du pont 6 tandis que l'équipage occupe le pont 8. Le garage occupe quant à lui les ponts 2, 3 et 3A.

### Locaux communs
Le GNV Antares dispose d'un bar-salon à l'arrière du pont 5, d'un restaurant sur le pont 4. Un cinéma et un salon se trouvent sur le pont 6 ainsi qu'une boutique et un casino sur le pont 5.

### Cabines
Le GNV Antares possède une centaine de cabines privatives externes et internes situées sur les ponts 4, 5 et 6 vers l'avant du navire. D'une capacité de deux à quatre personnes, toutes sont pourvues de sanitaires privés comprenant douche, WC et lavabo.

## Caractéristiques
Le GNV Antares mesure 179,35 mètres de long pour 25,09 mètres de large et son tonnage est de 31 598 UMS. Le navire a capacité de 1 258 passagers et est pourvu d'un garage pouvant accueillir 850 véhicules répartis sur 4 niveaux. Le garage est accessible au moyen d'une porte-rampe arrière. La propulsion du navire est assurée par quatre moteurs diesels SWD 16TM410 conférant une puissance de 19 200 kW entraînant deux hélices à pas variable faisant filer le bâtiment à une vitesse de 19 nœuds. Le GNV Antares possède quatre embarcations de sauvetage fermées de grande taille, deux sont situées de chaque côté. Elles sont complétées par une embarcation de secours de taille plus petite et un canot semi-rigide. En plus de ces principaux dispositifs, le navire dispose de plusieurs radeaux de sauvetage à coffre s'ouvrant automatiquement au contact de l'eau. Le navire est doté de deux propulseurs d'étrave facilitant les manœuvres d'accostage et d'appareillage.

## Lignes desservies
Sous les couleurs de North Sea Ferries puis de P&O Ferries à partir de 1996, le navire était dans un premier temps affecté entre le Royaume-Uni et les Pays-Bas sur la ligne Hull - Rotterdam. Il sera ensuite transféré en 2002 entre le Royaume-Uni et la Belgique sur la ligne Hull - Zeebruges jusqu'en 2020. 
Pour le compte de Grandi Navi Veloci depuis 2021, le GNV Antares est employé toute l'année entre l'Italie continentale et la Sicile sur la ligne Naples - Palerme.